# Arquata Scrivia
Arquata Scrivia är en ort och kommun i provinsen Alessandria i regionen Piemonte i Italien. Kommunen hade 6 367 invånare (2018).